# Pilea spicata
Pilea spicata är en nässelväxtart som beskrevs av C.J.Chen och A.K.Monro. Pilea spicata ingår i släktet pileor, och familjen nässelväxter. Inga underarter finns listade i Catalogue of Life.